# 1924年のスポーツ

## 総合競技大会
- 第1回シャモニーオリンピック（1月25日～2月5日）

| 第1回シャモニーオリンピック | 第1回シャモニーオリンピック | 第1回シャモニーオリンピック | 第1回シャモニーオリンピック | 第1回シャモニーオリンピック | 第1回シャモニーオリンピック |
| 順位                        | 国・地域名                  | 金                          | 銀                          | 銅                          | 計                          |
| --------------------------- | --------------------------- | --------------------------- | --------------------------- | --------------------------- | --------------------------- |
| 1                           | ノルウェー                  | 4                           | 7                           | 6                           | 17                          |
| 2                           | フィンランド                | 4                           | 3                           | 3                           | 10                          |
| 3                           | オーストリア                | 2                           | 1                           | 0                           | 3                           |
| 4                           | アメリカ                    | 1                           | 2                           | 1                           | 4                           |
| 5                           | スイス                      | 1                           | 0                           | 1                           | 2                           |
| 6                           | カナダ                      | 1                           | 0                           | 0                           | 1                           |
| 6                           | スウェーデン                | 1                           | 0                           | 0                           | 1                           |
| 8                           | イギリス                    | 0                           | 1                           | 2                           | 3                           |
| 9                           | フランス                    | 0                           | 0                           | 1                           | 1                           |
| 9                           | ベルギー                    | 0                           | 0                           | 1                           | 1                           |
|                             |                             | 14                          | 14                          | 15                          | 43                          |

- 第8回パリオリンピック（5月4日～7月27日） - 日本の獲得メダル：金0、銀0、銅1

| 第8回パリオリンピック        | 第8回パリオリンピック | 第8回パリオリンピック | 第8回パリオリンピック | 第8回パリオリンピック | 第8回パリオリンピック |
| 順位                         | 国・地域名            | 金                    | 銀                    | 銅                    | 計                    |
| ---------------------------- | --------------------- | --------------------- | --------------------- | --------------------- | --------------------- |
| 1                            | アメリカ              | 45                    | 27                    | 27                    | 99                    |
| 2                            | フィンランド          | 14                    | 13                    | 10                    | 37                    |
| 3                            | フランス              | 13                    | 15                    | 10                    | 38                    |
| 4                            | イギリス              | 9                     | 13                    | 12                    | 34                    |
| 5                            | イタリア              | 8                     | 3                     | 5                     | 16                    |
| 6                            | スイス                | 7                     | 8                     | 10                    | 25                    |
| 7                            | ノルウェー            | 5                     | 2                     | 3                     | 10                    |
| 8                            | スウェーデン          | 4                     | 13                    | 12                    | 29                    |
| 9                            | オランダ              | 4                     | 1                     | 5                     | 10                    |
| 10                           | ベルギー              | 3                     | 7                     | 3                     | 13                    |
| 詳細はパリオリンピックを参照 |                       |                       |                       |                       |                       |

- 第1回国際ろう者競技大会（フランス・パリ・8月10日～17日）
- 第2回国際学生競技大会（ポーランド・ワルシャワ・9月17日～20日）

- 第1回明治神宮競技大会（10月30日～11月3日）

## アメリカンフットボール
- NFL優勝:クリーブランド・ブルドッグス

## 大相撲
前年の関東大震災で両国国技館が被災したので、春場所は名古屋市でおこなわれた。
優勝掲額者
- 春（1月11日初日）:西横綱 栃木山守也（9勝1分）
- 夏（5月16日初日）:東張出横綱 栃木山守也（10勝1敗）

優勝旗手
- 春:西関脇 大ノ里萬助（7勝2敗1分）
- 夏:東関脇 大ノ里萬助（9勝2敗）

## ゴルフ

### 世界4大大会（男子）
- 全米オープン優勝者：シリル・ウォーカー（イギリス）
- 全英オープン優勝者：ウォルター・ヘーゲン（アメリカ）

［全米プロゴルフ優勝者：ウォルター・ヘーゲン（アメリカ）］

## 自転車競技

### ロードレース
- 第12回ジロ・デ・イタリア

総合優勝：ジュゼッペ・エンリッチ（イタリア）
- 第18回ツール・ド・フランス

総合優勝： オッタビオ・ボテッキア（イタリア）

## テニス

### グランドスラム
- 全豪選手権　男子単優勝：ジェームズ・アンダーソン（オーストラリア）、女子単優勝：シルビア・ランス（オーストラリア）
- 全仏選手権　男子単優勝：ジャン・ボロトラ（フランス）、女子単優勝：ジュリー・ブラスト（フランス）
- ウィンブルドン　男子単優勝：ジャン・ボロトラ（フランス）、女子単優勝：キティ・マッケイン（イギリス）
- 全米選手権　男子単優勝：ビル・チルデン（アメリカ）、女子単優勝：ヘレン・ウィルス（アメリカ）

全仏選手権は、この年まで出場資格がフランス人選手に限定されていた。そのため、1924年以前の優勝は「公認優勝記録」から除外される。ジャン・ボロトラの場合は、統計上では1924年と1931年の2度全仏選手権に優勝しているが、彼の「公認優勝記録」としては1931年の優勝しか数えない。

### パリオリンピック
- 男子シングルス　金：ビンセント・リチャーズ（アメリカ）、銀：アンリ・コシェ（フランス）、銅：ウンベルト・デ・モルプルゴ（イタリア）
- 女子シングルス　金：ヘレン・ウィルス（アメリカ）、銀：ジュリー・ブラスト（フランス）、銅：キティ・マッケイン（イギリス）
- 男子ダブルス　金：ビンセント・リチャーズ＆フランシス・ハンター（アメリカ）、銀：アンリ・コシェ＆ジャック・ブルニョン（フランス）、銅：ジャン・ボロトラ＆ルネ・ラコステ（フランス）
- 女子ダブルス　金：ヘレン・ウィルス＆ヘイゼル・ホッチキス・ワイトマン（アメリカ）、銀：キティ・マッケイン＆フィリス・コベル（イギリス）、銅：ドロシー・シェパード＝バロン＆イブリン・コリヤー（イギリス）
- 混合ダブルス　金：リチャード・ウィリアムズ＆ヘイゼル・ホッチキス・ワイトマン（アメリカ）、銀：ビンセント・リチャーズ＆マリオン・ジェサップ（アメリカ）、銅：ヘンドリク・ティマー＆コルネリア・ボウマン（オランダ）

テニスがオリンピック競技だったのは、1924年のパリ大会までであった。その後プロテニス選手の登場により、1928年アムステルダムオリンピックでテニスは五輪競技から除外される。日本の原田武一が男子シングルスでベスト8に進出した。

## 野球

### 日本

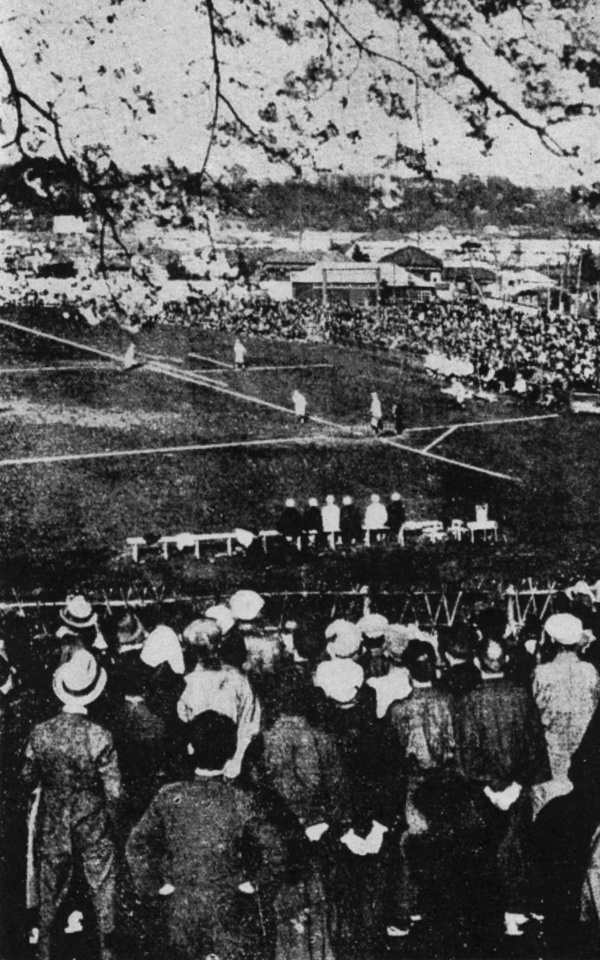
五大学リーグ早立戦
（4月15日、戸塚球場）

#### 大学野球
五大学リーグ
- 春 - 明大野球部は米国遠征で不在のため、早慶法立のみのリーグ戦を行う。
- 秋 - 早大が6戦全勝。

#### 高専野球
- 第1回全国高等専門学校野球大会決勝（京大グラウンド・7月30日）
  - 優勝：第一高校　準優勝：長崎高商

#### 中等野球
- 第1回選抜中等学校野球大会決勝（山本球場・4月5日）
高松商業（香川県） 2-0 早稲田実業（東京府）
- 第10回全国中等学校優勝野球大会決勝（阪神甲子園球場・8月19日）
広島商業（広島県） 3-0 松本商業（長野県）

### アメリカ大リーグ
- ワールドシリーズ
ワシントン・ナショナルズ（ア・リーグ） （4勝3敗） ニューヨーク・ジャイアンツ（ナ・リーグ）

## 誕生
- 1月15日 - 後藤次男（熊本県、野球）
- 2月6日 - ウィリー・ライト（イギリス、サッカー、+1994年）
- 2月8日 - 稲田悦子（大阪府、フィギュアスケート、+2003年）
- 3月16日 - 石井藤吉郎（茨城県、野球、+1999年）
- 4月23日 - 木塚忠助（佐賀県、野球、+1987年）
- 4月25日 - 天保義夫（福岡県、野球、+1999年）
- 5月30日 - ノーバート・シェマンスキー（アメリカ、ウエイトリフティング）
- 6月18日 - ジョージ・マイカン（アメリカ、バスケットボール、+2005年）
- 7月18日 - インヘ・セーレンセン（デンマーク、水泳）
- 8月27日 - 富樫淳（大阪府、野球、+1986年）
- 8月25日 - ジュジャ・ケルメツィ（ハンガリー、テニス、+2006年）
- 9月9日 - ニーノ・ビビア（イタリア、スケルトン）
- 9月25日 - 潮錦義秋（熊本県、相撲、+2005年）
- 10月7日 - 藤原鉄之助（東京都、野球）
- 10月11日 - マルビン・ホイットフィールド（アメリカ、陸上競技）
- 10月25日 - ボビー・ブラウン（en、アメリカ、野球）- 同名同姓の歌手とは別人。
- 11月14日 - 力道山（旧朝鮮、プロレス、+1963年）
- 11月22日 - 青田昇（兵庫県、野球、+1997年）
- 12月13日 - ラリー・ドビー（アメリカ、野球、+2003年）
- 12月31日 - ビクトリア・ドレーブス（アメリカ、水泳）

## 死去
- 5月16日 - キャンディー・カミングス（アメリカ、野球、*1848年）
- 6月8日 - ジョージ・マロリー（イギリス、登山家、*1886年）
- 8月15日 - 郡司成忠（東京都、探検家、*1860年）